# خايمي كاميل
خايمي كاميل (بالإسبانية: Jaime Camil)‏ هو مغني وممثل مكسيكي، ولد في 22 يوليو 1974 في مدينة مكسيكو في المكسيك.

## أعمال

### أفلام
- (2011) إنقاذ الجندي بيريز
- (2017) كوكو

### مسلسلات
- جين العذراء

## وصلات خارجية
- الموقع الرسمي
- خايمي كاميل على موقع IMDb (الإنجليزية)
- خايمي كاميل على موقع ألو سيني (الفرنسية)
- خايمي كاميل على موقع ميوزك برينز (الإنجليزية)
- خايمي كاميل على موقع أول موفي (الإنجليزية)
- خايمي كاميل على موقع قاعدة بيانات برودواي على الإنترنت (الإنجليزية)
- خايمي كاميل على موقع قاعدة بيانات الفيلم (الإنجليزية)
- خايمي كاميل على موقع كينوبويسك (الروسية)